# دیوید کوپ
دیوید کوپ (متولد ۱۷ مه ۱۹۴۱ در سانفرانسیسکو، کالیفرنیا) نویسنده، آهنگساز، دانشمند و استاد سابق موسیقی در دانشگاه کالیفرنیا سانتا کروز است. محدوده اصلی پژوهش او شامل هوش مصنوعی و موسیقی است؛ او برنامه‌ها و الگوریتم‌هایی را می‌نویسد که می‌توانند موسیقی موجود را تجزیه و تحلیل کنند و آهنگ‌های جدیدی را به سبک موسیقی اصلی ایجاد کنند. او یک کارگاه آموزشی تابستانی در موسیقی کامپیوتری الگوریتمی که برای عموم آزاد بود (اما نه رایگان) و همچنین یک دوره آموزشی عمومی با عنوان هوش مصنوعی و موسیقی برای دانشجویان UCSC را اداره می‌کرد. کوپ مدیریت شرکت CTO Recombinant Inc که یک شرکت فناوری موسیقی است را نیز بر عهده دارد.

## اختراعات
کوپ اختراعی با مشخصات ثبت اختراع ایالات متحده آمریکا # ۷۶۹۶۴۲۶ دارد که الگوریتم ترکیبی موسیقی و روش استفاده از آن نام دارد.

## ترکیب بندی
نرم‌افزار (EMI (Experiments in Intelligence، کارهای خود را به سبک آهنگسازان مختلف انجام داده است، که بعضی از آنها به صورت تجاری ثبت شده‌اند (Cockrell 2001) که از قطعات کوتاه تا اپرا را شامل می شمند.
برنامه بعدی وی با نام امیلی هاول به مدل کردن خلاقیت‌های موسیقی بر اساس انواع مشخص شده توسط مارگارت بودن در کتابی با نام ذهن خلاق: افسانه‌ها و مکانیزم است. 
کوپ به عنوان یک آهنگساز، سبک‌های مختلفی از سنتی به آوانگارد و تکنیک‌هایی مانند شیوه‌های غیرواقعی بازی، ابزار موسیقی آزمایشی و مقیاس‌های میکروتونال که شامل سیستم یاد شده نظم کوک خالص ۳۳ نکته را شامل می شود را توسعه داد (Cockrell 2001). اخیراً، تمام تنظیمات اصلی او با همکاری کامپیوتر و بر اساس ورودی کارهای قبلی نوشته شده است. او با هدفی خلاقانه، همکاری بین خلاقیت سازنده و الگوریتم رایانه ای را دنبال می‌کند. 

## کتابشناسی
او طیف گسترده‌ای از کتاب‌ها را منتشر کرده که اغلب به عنوان کتاب‌های درسی استفاده می‌شود. دستورالعمل‌های جدید در موسیقی در حال حاضر چاپ هفتم است. در سال ۲۰۰۹، دیوید کوپ طی مصاحبه ای با رسانه‌ها از اولین آلبوم موسیقی خود که با همکاری امیلی هاول که یک برنامه کامپیوتری است، پرده برداشت.
Cope همچنین مجموعه ای از رمان‌های کارآگاهی تحت نام مستعار (Cope n.d.) را نیز به نگارش درآورده است

### کتاب‌ها
- مقابله، دیوید (۱۹۹۱). کامپیوتر و سبک موسیقی مدیسون، WI: AR نسخه.
- مقابله، دیوید (۱۹۹۶). آزمایش‌ها در موسیقی هوشمند مدیسون، WI: AR نسخه.
- مقابله، دیوید (۱۹۹۷). تکنیک‌های سازنده معاصر. شهر نیویورک: کتابهای Schirmer. شابک ‎۰−۰۲−۸۶۴۷۳۷−۸
- مقابله، دیوید (۲۰۰۰). دستورالعمل‌های جدید در موسیقی، 7th ed. Prospect Heights، ایلینوی: Press Waveland. شابک ‎۱−۵۷۷۶۶−۱۰۸−۷ ISBN ۱-۵۷۷۶۶-۱۰۸-۷.
- مقابله، دیوید (۲۰۰۰). آهنگساز الگوریتمی مدیسون، WI: AR نسخه.
- مقابله، دیوید (۲۰۰۱). موسیقی مجازی: سنتز کامپیوتری سبک موسیقی. کمبریج، ماساچوست: مطبوعات MIT. شابک ‎۰−۲۶۲−۵۳۲۶۱−۱ ISBN ۰-۲۶۲-۵۳۲۶۱-۱.
- مقابله، دیوید (۲۰۰۶). مدل‌های کامپیوتری خلاقیت موسیقی. کمبریج، MA: مطبوعات MIT.
- مقابله، دیوید (۲۰۰۸). ساختار پنهان: تجزیه و تحلیل موسیقی با استفاده از رایانه. مدیسون، WI: AR نسخه. شابک ‎۹۷۸−۰−۸۹۵۷۹−۶۴۰−۰ ISBN ۹۷۸-۰-۸۹۵۷۹-۶۴۰-۰.
- مقابله، دیوید (۲۰۱۲). یک گروه موسیقی موسیقی سانفرانسیسکو. کتاب‌های Epoc. شابک ‎۹۷۸−۱۴۷۷۶۸۷۸۶۴ ISBN ۹۷۸–۱۴۷۷۶۸۷۸۶۴.

### مقالات و فصلها
- ۱۹۹۲ "یک مدل کامپیوتری از ترکیب موسیقی". در مدل‌های ماشین موسیقی، استفان شواناوئر و دیوید لویت، eds. : MIT Press.
- ۱۹۹۲ "در نمایش الگوریتمی سبک موسیقی". در موسیقی هوش، M. Balaban, K. Ebcioglu، و O. Laske, eds. : AAAI مطبوعات.
- ۱۹۹۸ "امضا و اهداف: تشخیص کامپیوتر از الگوهای در موسیقی. " در شباهت ملودیک، مفاهیم، رویه‌ها و برنامه‌ها. والتر ب. هیولت و Eleanor Selfridge-Field (eds.) کمبریج، MA: مطبوعات MIT.

#### مقالات منتشر شده
- ۱۹۸۷ "آزمایش در موسیقی اطلاعات". در مجموعه مقالات کنفرانس موسیقی کامپیوتری بین‌المللی سان فرانسیسکو: Computer Music Assn.
- ۱۹۸۷ "یک سیستم کارشناس برای ترکیب موسیقی با کمک کامپیوتر." مجله کامپیوتر موسیقی ۱۱٬۴ (زمستان): ۳۰–۴۶.
- ۱۹۸۸ "موسیقی و LISP." کارشناس AI 3،۳ (مارس): ۲۶–۳۴.
- ۱۹۸۸ "موسیقی: زبان جهانی". در مجموعه مقالات اولین کارگاه آموزشی AI و موسیقی. مینیاپولیس / خیابان. پل، MN: AAAI: 87-98.
- ۱۹۸۹ "آزمایش در هوش موسیقی (EMI): ترکیب غیر مبتنی بر زبانشناختی غیر خطی." جلد رابط ۱۸: ۱۱۷–۱۳۹.
- ۱۹۹۰ "الگوی تطبیق به عنوان یک موتور برای شبیه سازی کامپیوتر از سبک موسیقی". در مجموعه مقالات ICMC سال ۱۹۹۰. سان فرانسیس کامپیوتر موسیقی Assn
- ۱۹۹۱ "موسیقی بازآفرینی". کامپیوتر. (ژوئیه).
- ۱۹۹۱ "شبیه سازی کامپیوتری از سبک موسیقی". کامپیوترها در تحقیقات موسیقی، دانشگاه کوئینز بلفاست، ۷–۱۰ (آوریل): ۱۵–۱۷.
- ۱۹۹۲ "مدلسازی کامپیوتر هوش هوشمند در آزمایشهای هوشمندی موسیقی". مجله کامپیوتر موسیقی ۱۶٬۲ (تابستان): ۶۹–۸۳.
- ۱۹۹۳ "موسیقی مجازی" موسیقیدان الکترونیک، ۹: ۵ (می): ۸۰–۸۵.
- 1996 "Mimesis du سبک و موسیقی ساختار سازمانی." سمپوزیوم در ترکیب، Modelation et Ordinateur. IRCAM، پاریس: ۲۱–۳.
- ۱۹۹۷ "محرک محیط زیست سازنده". در مجموعه مقالات کنفرانس موسیقی کامپیوتری بین‌المللی. سن فران: کامپیوتر موسیقی Assn.
- ۱۹۹۷ "محیط تحت تأثیر سازنده: CUE." مجله کامپیوتر موسیقی ۲۱/۳ (پاییز).
- ۱۹۹۹ "یک رویکرد به هوش موسیقی" سیستم‌های هوشمند Los Alamitos, CA: انجمن کامپیوتر IEEE (May 14/3 / May).
- ۲۰۰۰ "مواجه شدن با موزیک: دیدگاه‌های موسیقی موسیقی". مجله موسیقی لئوناردو ۹: ۷۹–۸۷.
- ۲۰۰۲ "تجزیه و تحلیل و ترکیب کامپوننت با استفاده از فنون پیشرو صوتی اتونال". چشم‌اندازهای جدید موسیقی ۴۰/۱ (زمستان): ۱۲۱–۱۴۶.
- ۲۰۰۳ "تجزیه و تحلیل کامپیوتر از علائم موسیقی." مجله کامپیوتر موسیقی ۲۷/۱: ۱۱–۲۸.
- ۲۰۰۴ "الگوریتم یادگیری موسیقی". مجله کامپیوتر موسیقی ۲۸/۳: ۱۲–۲۷.
- ۲۰۰۶ "کد Vivaldi" سیمی، شماره ۱۴. ۹ سپتامبر ۲۰۰۶

## موسیقی‌شناسی
- ۱۹۹۳ باخ توسط طراحی سنتاور رکوردها CRC 2184
- ۱۹۹۷ موسیقی کلاسیک توسط کامپیوتر . سنتاور رکوردها CRC 2329
- ۱۹۹۷ موتزارت مجازی سنتاور رکوردها CRC 2452
- ۱۹۹۹ برج‌ها مدرسان وین مدرن. VMM 2024
- ۲۰۰۳ مجازی باچ سنتاور رکوردها CRC 2619
- ۲۰۰۹ از تاریکی، نور (امیلی هاول) . سنتاور رکوردها CRC 3023
- ۲۰۱۱ سمفونی شماره ۴. اپوک B008J5IK78
- ۲۰۱۲ سمفونی شماره ۵. اپوک B008J5IFD2
- ۲۰۱۲ سمفونی شماره ۹ (مارتین لوتر کینگ، جونیور) اپوک. B008J5IGCW
- ۲۰۱۲ رشته‌های کوارتت ۵ و ۶. اپوک B008O9RZTS
- ۲۰۱۲ کنسرتو ویولن / کنسرتو ویولا. اپوک B008J5IGRC
- ۲۰۱۲ کنسرتو ویولن / اکتا برای رشته‌ها. اپوک B008K8VJM2
- ۲۰۱۲ کنسرتو پیانو / تولد دوباره / Transcendence. اپوک B008PYPDUK